# Longueuil
Longueuil je město v provincii Quebec v Kanadě. Leží na břehu řeky svatého Vavřince naproti Montrealu. Má přibližně 254 tisíc obyvatel a rozlohu 122,9 km². Jde o páté nejlidnatější město v Quebecu a dvanácté nejlidnatější město v Kanadě.
Město založil Charles Le Moyne v roce 1657. Mezi lety 1961 a 2002 se hranice Longueuilu trojnásobně rozrostly.
Město se skládá ze tří čtvrtí: Le Vieux-Longueuil, Saint-Hubert a Greenfield Park.